# Lava Beds National Monument
Le monument national des Lava Beds (en anglais : Lava Beds National Monument) est un monument national américain situé sur le flanc nord-est du volcan Medicine Lake dans la chaîne des Cascades dans le nord de la Californie. Protégeant les coulées volcaniques qui se sont asséchées sur place au cours du temps et ayant formé de nombreuses cavités, il est créé le 21 novembre 1925 et couvre une superficie de 188 km².

## Description
Lava Beds National Monument est géologiquement important en raison de sa grande variété de formations volcaniques, y compris les tubes de lave, fumerolles, des cônes de scories, cônes, puits de cratères, coulées de lave, et les champs volcaniques. Le Lava Beds National Monument possède la plus grande concentration de tunnels de lave en Amérique du Nord, dont 27 ont des entrées marquées et des sentiers aménagés pour l’accès et l’exploration du public.
Les éruptions volcaniques sur le volcan bouclier du lac Medicine ont créé un paysage incroyablement accidenté, ponctué par ces nombreux reliefs de volcanisme.

## Faune
Malgré des conditions difficiles et semi-arides, la faune indigène s’est adaptée aux contraintes environnementales présentes dans la région. Il n’y a pas de ressources en eau terrestres dans le monument national. Certains animaux obtiennent de l’eau des grottes. Les différents types de sol créent une diversité de communautés végétales, fournissant divers habitats pour un large éventail d’animaux sauvages. La faune comprend des cerfs-mulets, des rats-kangourous, des pronghorns, des lynx, des blaireaux d'Amérique, des mouffettes et des crotales. Les nombreux coyotes et renards, ainsi que les rapaces, se nourrissent de rongeurs tels que le lapin gris et le rat kangourou.

## Galerie

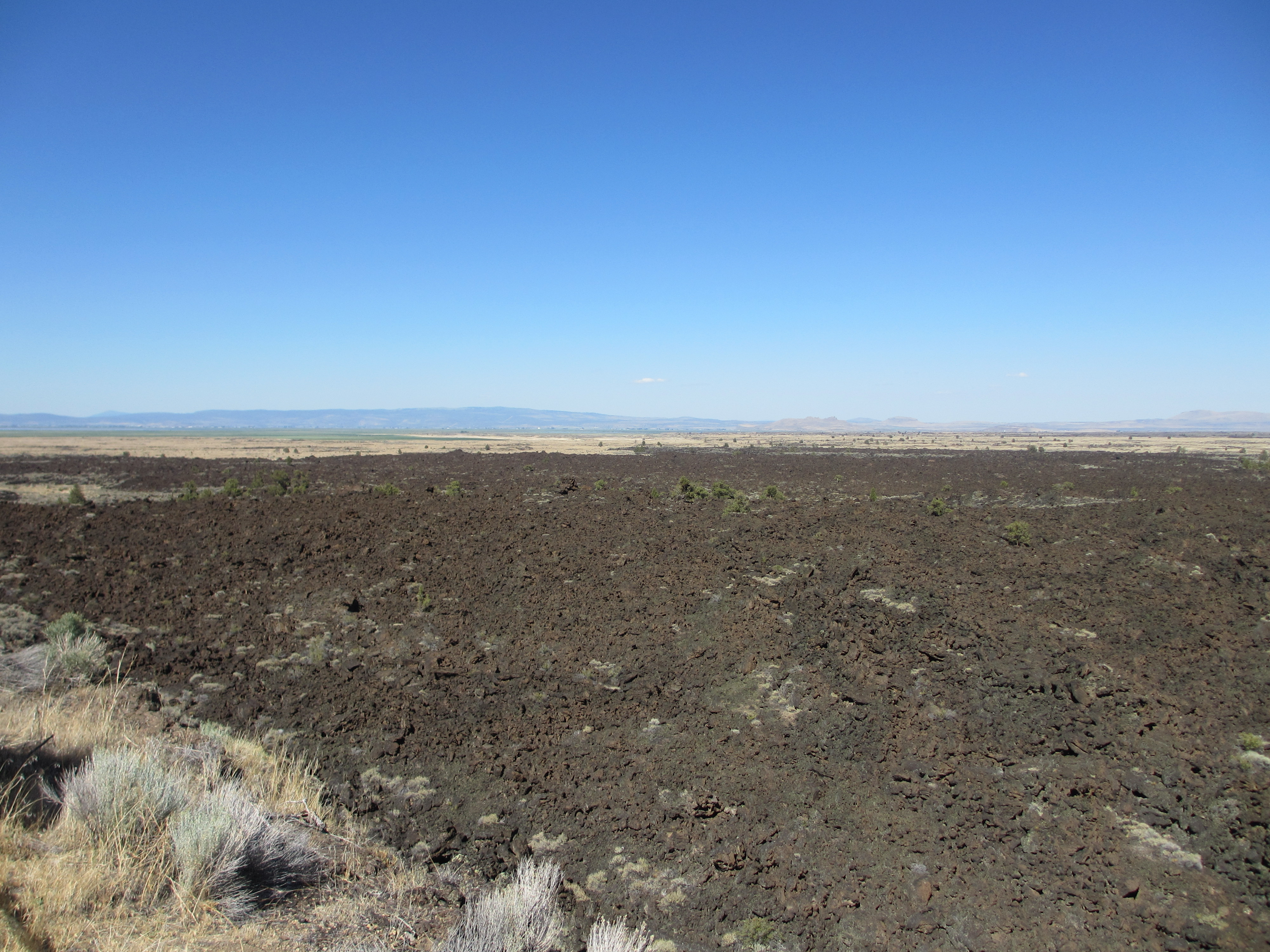
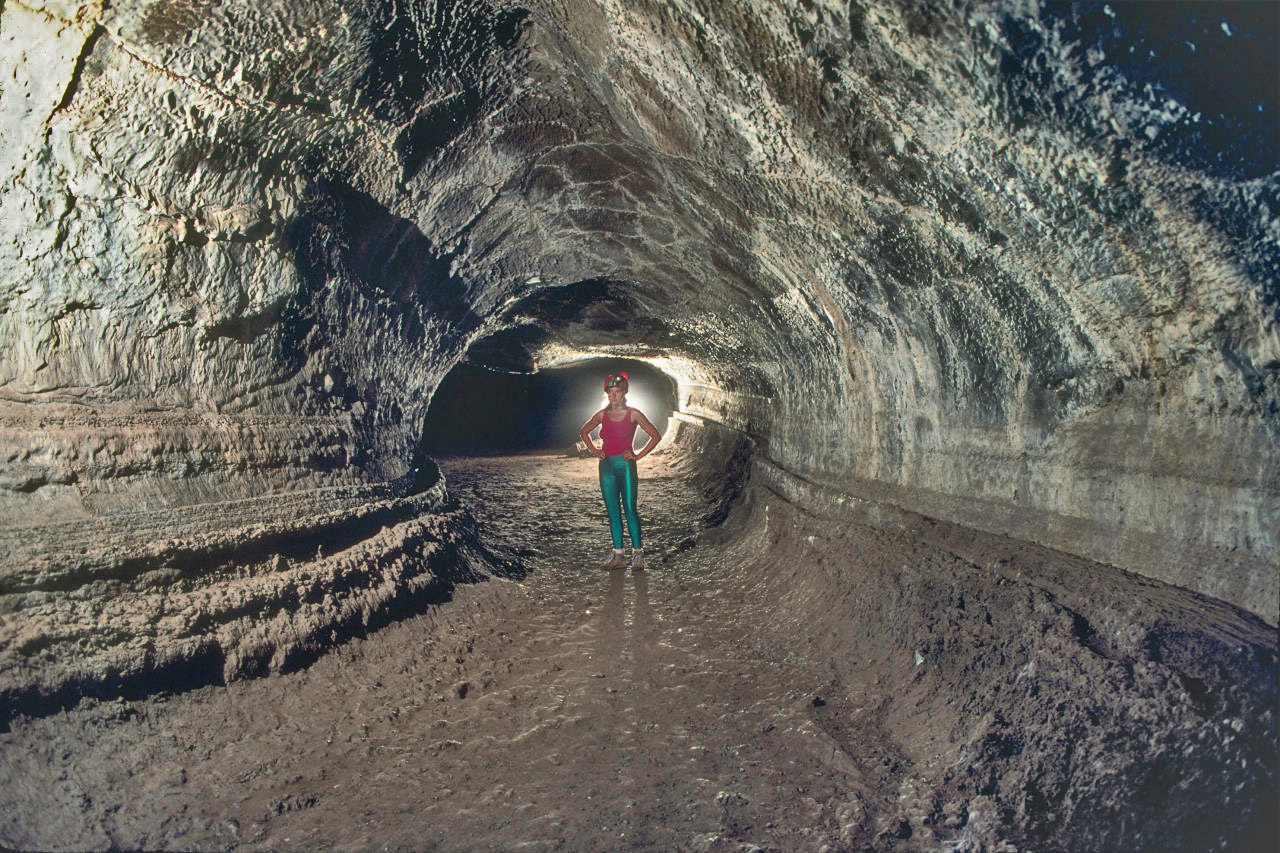
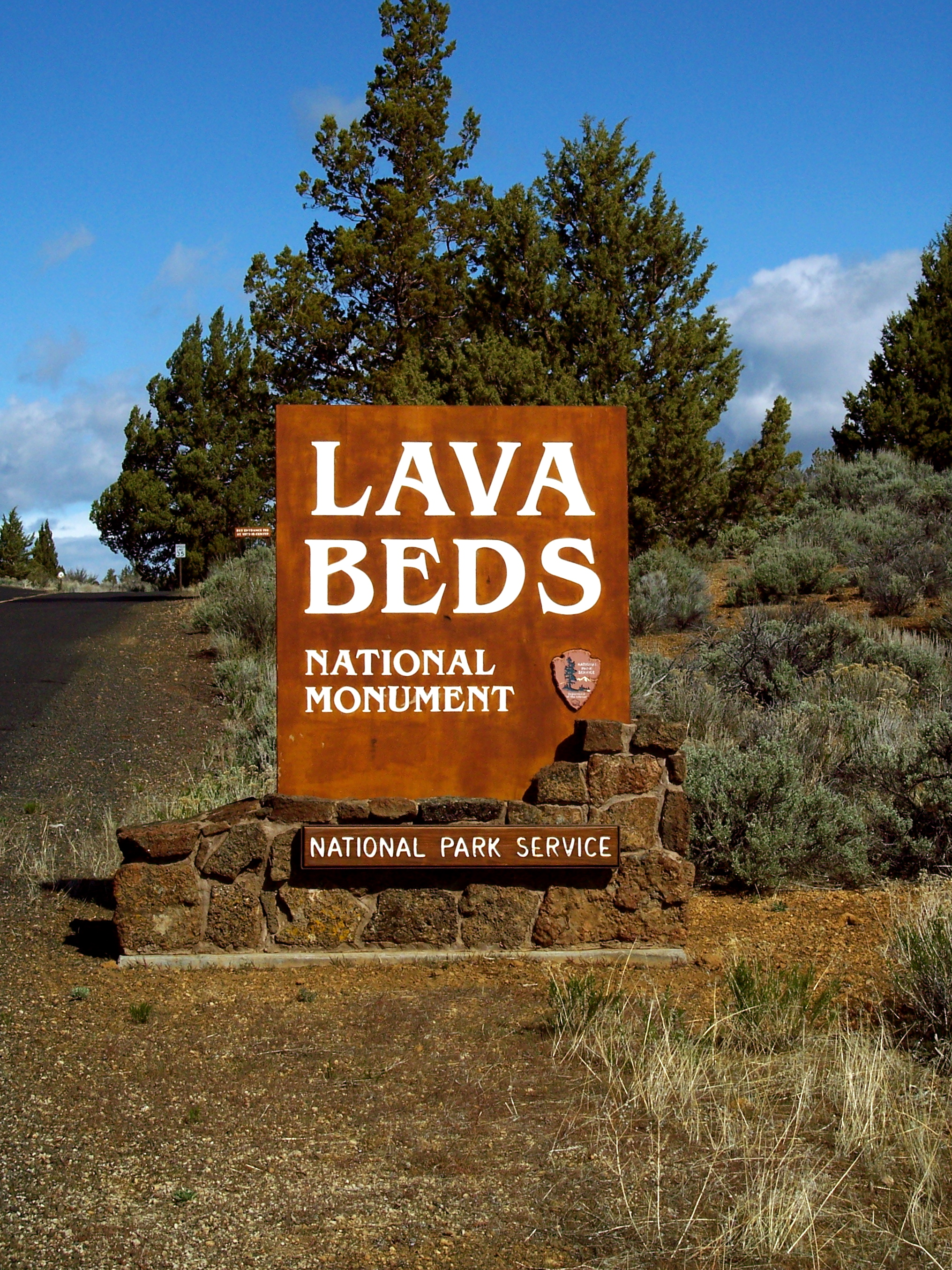
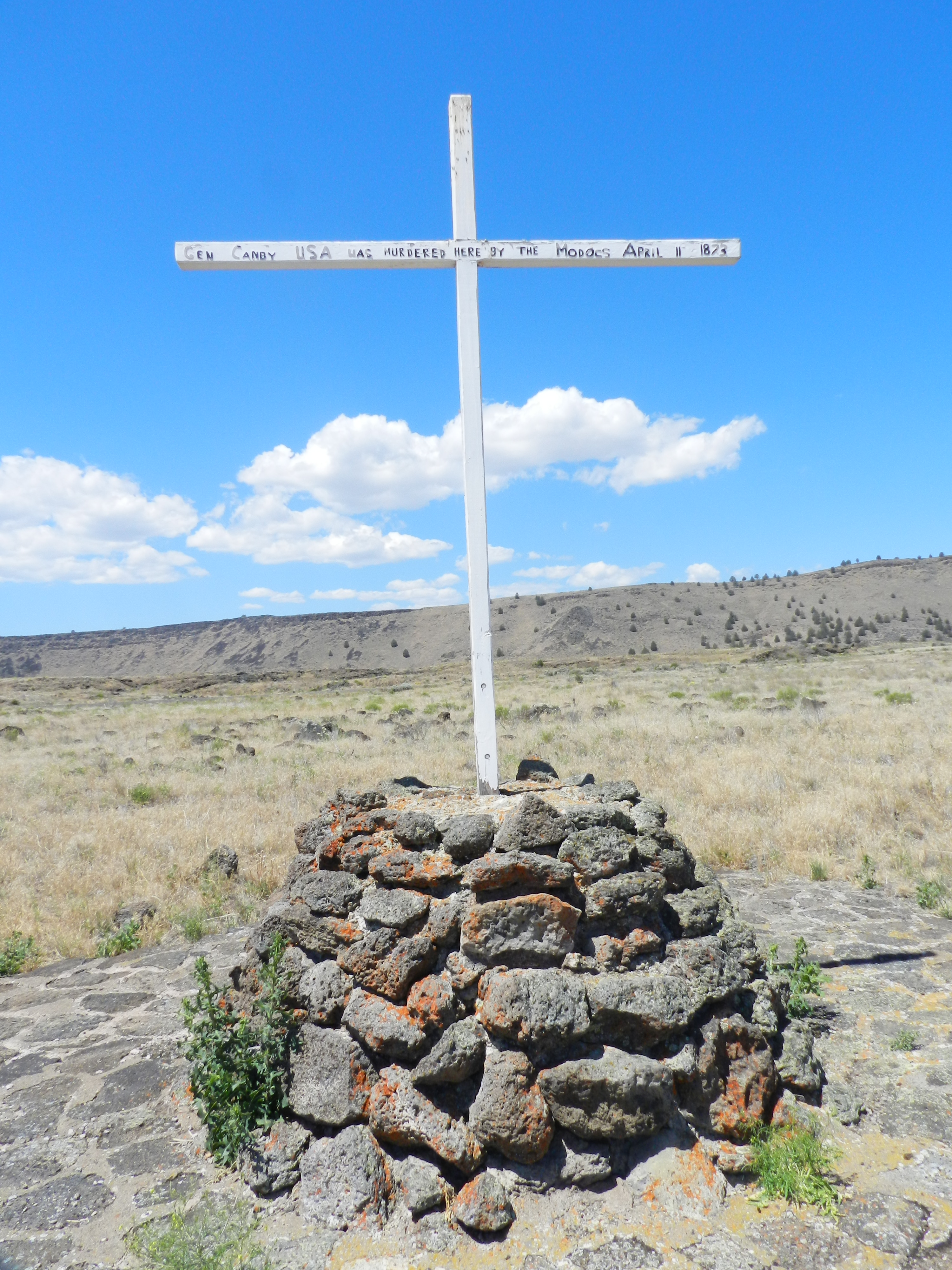
Canby's Cross.
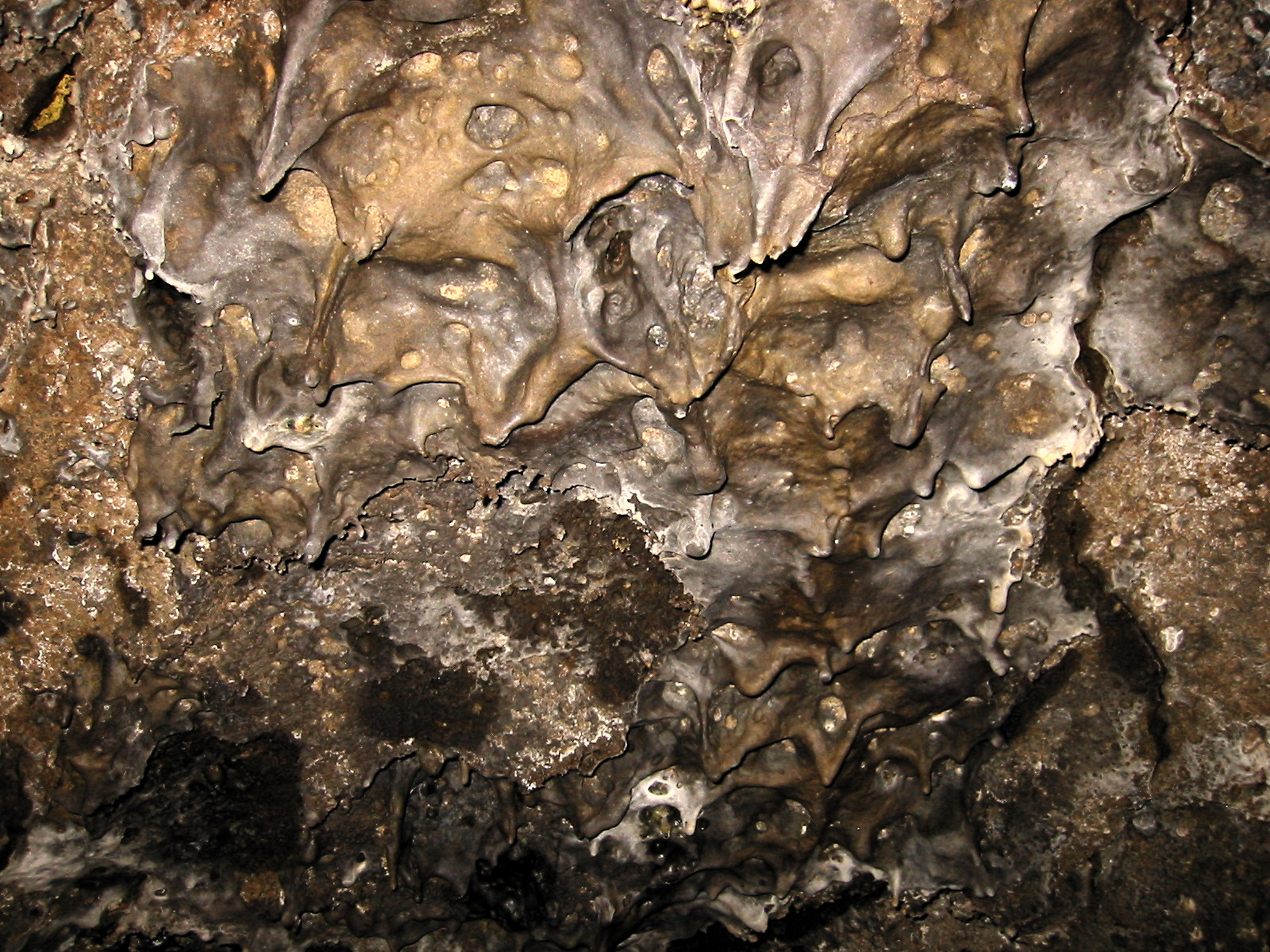
Dans le tunnel de lave de la Mushpot Cave.